# Théophile Berlier
Pour les articles homonymes, voir Berlier.
Théophile Berlier, comte de l'Empire, né le 1er février 1761 à Dijon et mort le 12 septembre 1844 dans la même ville, est un jurisconsulte et homme politique français. Il est l'un des rédacteurs du Code civil.

## Famille
Issu d'une famille Berlier, il est le fils d'Antoine Berlier, notaire et de Jeanne Baudot. Il est baptisé en l'église Saint-Jean le 2 février 1761. Son parrain est Théophile Didier, bourgeois et sa marraine Anne Bernard. Il épouse en premières noces en 1794, Marie-Françoise-Blanche Marlot, née en 1770 et morte le 25 décembre 1799. Elle a été peinte vers 1799 avec sa fille Rose, par Anatole Devosge (1770-1850), un élève de Jacques-Louis David. Ils ont deux filles Rose Berlier (1795-1820) et Aimée Berlier (1799-1879) qui a épousé en 1825 Eugène Masson. 
Il épouse en secondes noces en 1800, Marguerite-Eugénie, fille d'Edme-Antoine Villiers, chevalier de Lonjeau, député au corps législatif. Il a une fille, Amélie qui a épousé en 1830, Oscar Baudot, fils du conventionnel Marc Antoine Baudot et un fils, le comte Gustave Berlier, veuf en 1840 de Nicole-Françoise-Eugénie Brenot, fille du colonel d'état-major de ce nom, et père de deux enfants : Eugène-Théophile, né en 1838, et Aimé-Théodore-Georges, né en 1840. 
Selon des mémoires et documents publiés par la Société savoisienne d’histoire et d’archéologie, Théophile Berlier descendrait d’un certain Mathieu Berlier, quincailler à Dijon et qui épouse en 1685 Suzanne Livrard, sans que cette filiation ne soit établie.
Selon Xavier de Montclos et Hubert Berlier de Vauplane, un fils d'Honoré Berlier (famille Berlier de Vauplane (Provence)) aurait eu comme fils Balthazar, né à Draguignan en 1554, qui serait parti à Lyon, en 1580 où, il serait marié avec Marie Clément. D'où la branche Berlier établie dans le Forez, puis une autre à Dijon. Cette hypothèse de lien entre la branche du Forez et la branche dijonnaise est étayée par l'existence d'un procès entre la veuve en secondes noces de Mathieu Berlier et Jean Peyron, marchand à Saint-Etienne, tuteur de Jean Berlier, fils en premières noces de Mathieu Berlier,.
Ces différentes sources,, font remonter l'origine de cette famille à Barcelonnette sans apporter toutefois de filiation suivie.
Théophile Berlier est le cousin germain de Pierre-André Berlier, général d’Empire, leur ancêtre commun étant Guillaume Berlier (1699 – 1765), marié avec le 18 février 1730 avec Benoiste Dier, d'où huit enfant dont Théophile, garde-marteau en la maîtrise des eaux et forêts de Châtillon-sur-Seine, écroué aux Carmes sur l’ordre de l’accusateur public pour propos contre révolutionnaire le 16 mars 1794 et condamné à mort le 20 mai 1794 ; Antoine, notaire à Dijon et père de Théophile, Louis-Guillaume, né le 2 mars 1740 et père de Pierre-André Berlier;  Adrien né le 21 juin 1731, est reçu avocat, et, comme son père, embrasse la carrière commerciale.

## Biographie
Il fait ses études de droit à la faculté de Dijon et est reçu, le 4 juillet 1783, avocat au Parlement.
Théophile Berlier est l'un des personnages qui traverse toute la Révolution et l'Empire dans différentes fonctions, essayant de rester fidèle à ses idéaux républicains. Selon l'un de ses biographes, « sans jouer un de ses principaux rôles sur le grand théâtre politique, [il] fut loin d'être relégué dans les comparses; il fut toujours en première ligne sur le second plan ».

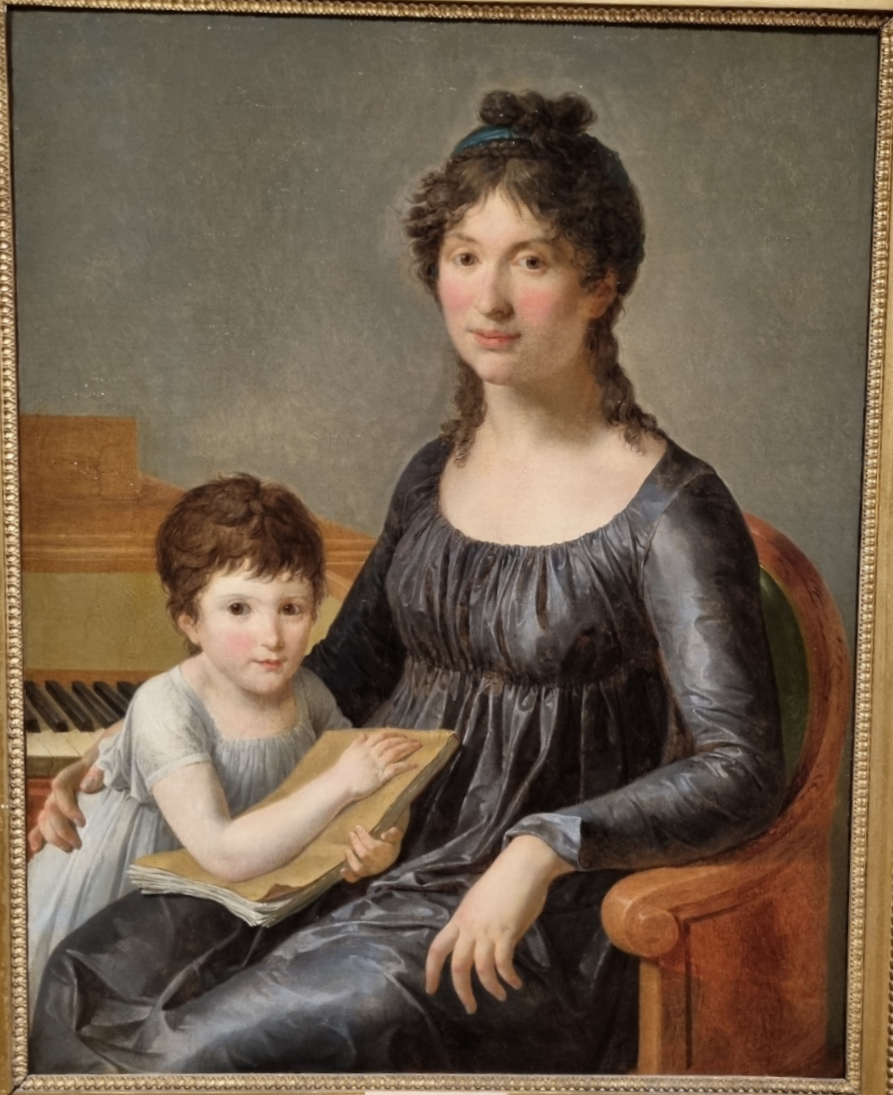
Portrait de madame Théophile Berlier, née Blanche Merlot (1770 - 1799) et de sa fille Rose par Anatole Devosge, Musée des Beaux-Arts de Dijon

### Sous la Révolution
Théophile Berlier est avocat au parlement de Dijon sous l'Ancien Régime. En septembre 1792, alors qu'il est membre du directoire du département, il est élu député de la Côte-d'Or, le dixième et dernier, à la Convention nationale.
Berlier siège sur les bancs de la Montagne. Lors du procès de Louis XVI, il vote la mort et rejette l'appel au peuple et le sursis à l'exécution. Il est absent lors de la mise en accusation de Jean-Paul Marat en avril 1793. Il vote contre le rétablissement de la Commission des Douze au mois de mai. En juin, Berlier rédige un rapport sur Duchastel, député girondin des Deux-Sèvres, et obtient qu'il soit décrété d'arrestation pour avoir poussé les départements de l'ouest de la France à se rebeller contre la Convention.
Berlier est élu membre du Comité de Salut public le 5 juin 1793 en remplacement de Jean-Jacques Bréard. L'historien Bernard Gainot juge qu'il appartient au « réseau bourguignon » du Comité, où il siège aux côtés de Louis-Bernard Guyton-Morveau. Il n'est pas renouvelé dans ses fonctions lors du remaniement de juillet 1793.
Il est alors envoyé en mission à Dunkerque et y fait preuve d'un certain courage.
Dunkerque se trouve dans une position géographique stratégique pour les Anglais. Si elle est prise, ils contrôlent de part et d'autre le pas de Calais. Le 23 août 1793, le duc Frederick duc d'York et Albany, le fils cadet du roi George III, fait le siège de la ville de Dunkerque avec 18 000 Anglais, réunis à 22 000 Austro-Hanovriens de Wilhelm von Freytag.

A la séance de la Convention du 27 août 1793, Lazare Carnot prend la parole : 
« Vous savez que Dunkerque est assiégé ; vous savez avec quelle vigueur les citoyens et la garnison de cette ville ont répondu à la sommation qui leur a été faites de rendre la ville. Ils demandent que la Convention leur envoie deux de ses membres pour soutenir le courage des habitants de ce pays. En conséquence, le Comité de salut public vous propose d'envoyer dans le département du Nord les citoyens Trullard et Berlier. » La proposition de Carnot est décrétée
Le général Joseph Souham à sous ses ordres l'adjudant-général Lazare Hoche pour défendre la ville. Lazare Hoche opère plusieurs sorties qui rendent le siège trop difficile à conduire pour les Anglais qui se replient le 8 septembre 1793 grâce à l'intervention de l'armée du général Jean Nicolas Houchard qui a battu l'armée anglaise à la Bataille de Hondschoote.

Les conventionnels Théophile Berlier et Narcisse Trullard transmettent un rapport à Jean-Baptiste Bouchotte, ministre de la Guerre :
« Les représentants du peuple envoyés près armée du Nord à Dunkerque.
Au ministre de la Guerre.
Nous vous prévenons, Citoyen Ministre que nous venons de nommer provisoirement. Le citoyen Durut, adjudant-général. Le citoyen Gigaux, commandant du 3e régiment d'infanterie, général de brigade. L'ordre que ces deux officiers ont mis dans la division commandée par le général Landrin, après destitution nous fait connaître leur mérite. Nous avons appellé l'adjudant Général Hoche au grade de Chef de brigade. L'activité et l'intelligence qu'à montré cet officier pendant le siège de cette place, nous a portés à lui accorder cet avancement ; nous l'avons attaché à la division commandée provisoirement par le Général Carrion. 
Nous avons lieu de présumer que vous ne trouverez aucuns motifs contre ces nominations, nous étant fait assurer d'avance du civisme et du mérite de ces officiers.
signé : T. Berlier, Trullard.».
Revenu à Paris le 1er novembre 1793, il reprend ses travaux au Comité de législation et est chargé de préparer une loi sur les successions qui en couvre tous les aspects, en restant conforme au décret du 5 brumaire an II, et en particulier le principe de l'égalité des partages entre tous les cohéritiers de même degrés de façon rétroactive jusqu'au 14 juillet 1789 de ce qui deviendra le décret du 17 nivôse, et ce, "malgré sa répugnance" pour cette rétroactivité, comme il le dit dans ses mémoires.   
Il est nommé secrétaire de la Convention nationale en février 1794.  
Il accueille le 5 août 1794, le général Hoche à sa sortie de prison et l'amène chez lui souper, et dix jours après Thermidor, il rentre dans la politique active et fait un rapport sur l'organisation des comités de gouvernement. Cette attitude inspira à un de ses biographes cette appréciation : « Esprit souple et délié, il fut spectateur tranquille des débats personnels de ses collègues jusqu'à la chute de Robespierre : il se montra courageux quand le danger fut passé. » Cette opinion est contestée par les recherches les plus récentes qui soulignent qu'il fut au contraire très impliqués dans tous les travaux du Comité de législation pour les réformes les plus audacieuses en matière de droit famille.

Il est envoyé une seconde fois dans les départements du Nord et du Pas-de-Calais, où il peut donner carrière à ses principes modérés. Il écrit de Calais le 9 fructidor an II, au Comité de sûreté générale : « L'arrestation des gens qui avaient terrorisé le pays a rempli de joie tous les citoyens. » Il y institua aussi un tribunal destiné à juger les prévenus d'émigration, et, le 15 brumaire an III, mandait à la Convention : 

« Également ennemis de la domination des Capet et de celle de Robespierre, adversaires implacables des partisans des rois, et de cette autre espèce d'hommes qui, tyrans par essence, croyaient qu'il leur était permis d'asservir tous les autres au nom même du patriotisme, les citoyens de ces deux départements ne sont pas disposés à souffrir qu'il s'élève parmi eux quelques nouveaux dominateurs, au grand scandale de la vraie liberté. »

Il continue de s'impliquer fortement dans les discussions autour de la loi du 17 nivôse sur les successions. 
Il est nommé membre de la commission des lois organiques de la Constitution, se montre d'avis, dans la séance du 14 floréal an III (3 mai 1795), d'annuler les confiscations prononcées par les tribunaux révolutionnaires, et propose à la même séance, la suppression immédiate de ces tribunaux. Lorsque Sieyès a soumis à l'Assemblée l'idée de son jury constitutionnaire, Berlier est désigné par la commission des Onze pour contrer la proposition de Sieyès, fait adopter au nom de cette même commission, un projet d'adresse au peuple français, et obtient qu'on lève le séquestre mis sur les biens des prêtres déportés.
En floréal (avril), Berlier est élu membre de la Commission des Onze chargée de rédiger le projet de constitution de l'an III. 
Il est réélu membre du Comité de Salut public en fructidor (1er septembre 1795 jusqu'à la disparition du comité le 2 novembre 1795), où il entre aux côtés de Jean-Jacques-Régis de Cambacérès, de Pierre Daunou et de Louis-Marie de La Révellière-Lépeaux. 
Le même mois de septembre 1795, il est porté à la présidence de la Convention, ses secrétaires étant Pierre-Anselme Garrau, Claude-Christophe Gourdan et Jacques Poisson.
Il est l'un des membres les plus assidu du Comité de législation, en particulier sur les sujets relatifs au droit de la famille.

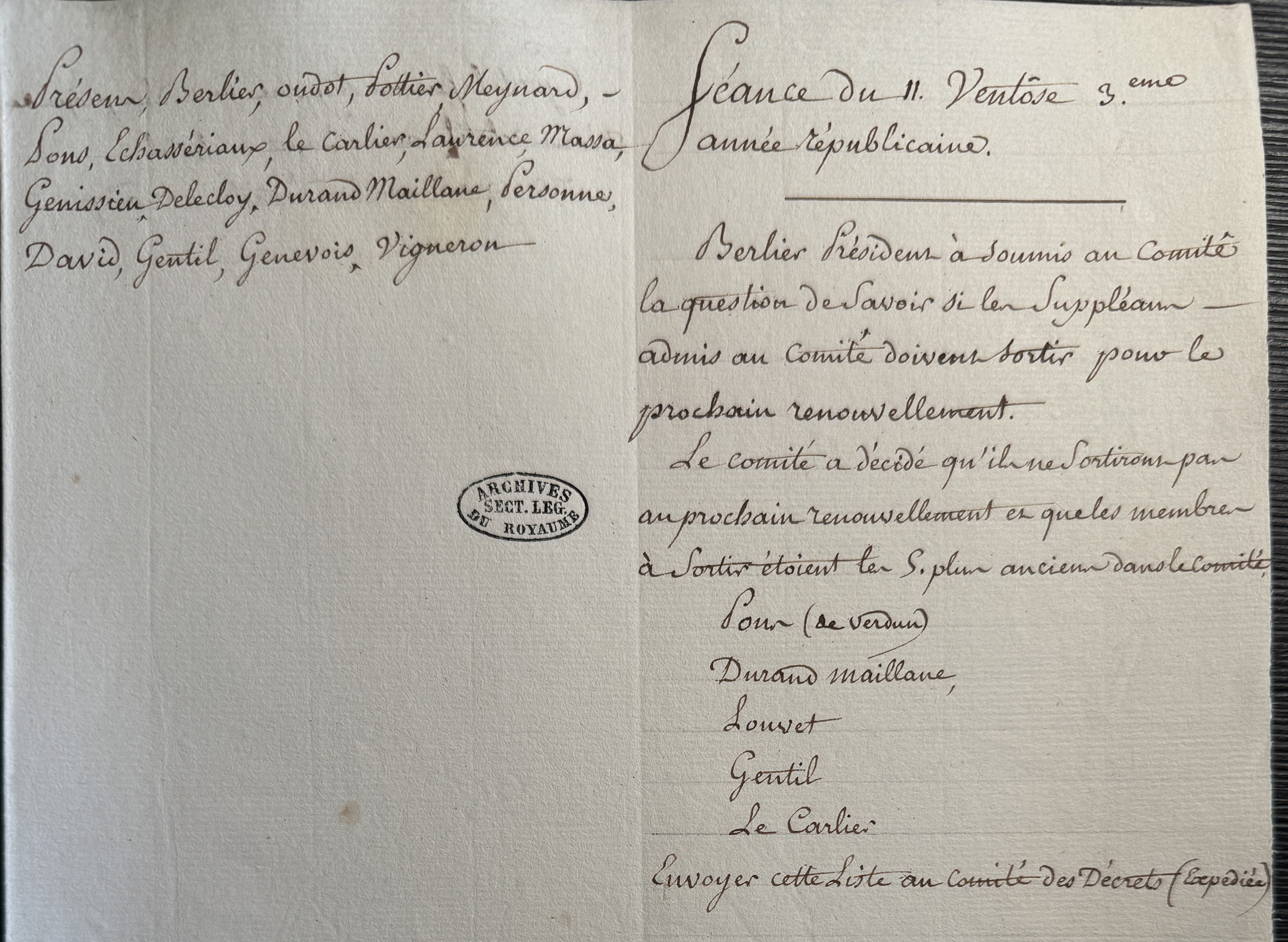
Archives nationales - extrait procès verbal du Comité de législation du 11 ventôse an III

### Sous le Directoire
Berlier est élu par les trois départements de la Côte-D'Or, du Nord et du Pas-de-Calais, député au premier Conseil des Cinq-Cents le 25 vendémiaire an IV. Il opte pour la Côte-d'Or, qui lui a donné 171 voix sur 335 votants, et apporte dans la nouvelle Assemblée le même esprit de conciliation. Il propose de porter devant les juges ordinaires les affaires, qui sont attribuées d'office aux arbitres, et fait relever de la déchéance, en matière judiciaire, les citoyens qui s'ont pourvus contre des arrêts des comités de la Convention ou des représentants.
À l'issue de la session, il est attaché au bureau de consultation établi près le ministère de la justice, puis appelé par le Directoire aux fonctions de substitut du commissaire du gouvernement près la Cour de cassation (avocat général).
Berlier ne reste à ce poste que pendant une année, et est élu pour la seconde fois le 25 germinal an VI, par les deux assemblées scissionnaires des électeurs de Paris, membre du Conseil des Cinq-Cents. Il en devient secrétaire (2 messidor), puis président (1er nivôse an VII), fait plusieurs rapports sur le régime de la presse, à l'égard de laquelle il propose des dispositions pénales, appuie vivement la loi dite des otages proposée par Brichet dont il se fait l'avocat, soutient d'abord le maintien de la loi du 19 fructidor contre la presse, pour en demander ensuite le retrait, propose encore que l'autorité exécutive soit investie du droit de former dans certains départements un conseil de guerre séparé de la division militaire.
Il participe au troisième projet de code civil de Cambacérès. 
Quelques jours avant le coup d'État du 18 Brumaire, Berlier part le 10 septembre rejoindre à Dijon sa femme mourante. Il y reste un mois et ne rentre à Paris que le 30 octobre 1799 (8 Brumaire).

### Sous le Consulat et le Premier Empire
Quand il est de retour à Paris, il ne tarde point, après avoir fait effacer son nom d'une liste de proscription, à accepter de Napoléon Bonaparte les fonctions de conseiller d'État en service ordinaire du 4 nivôse an VIII à 1814, rattaché à la section de législation, promu conseiller d'État à vie en 1806, puis de président du Conseil des prises le 5 thermidor an VIII.
Il prend dans le conseil d'État, une part importante aux travaux de législation : divers essais sur les droits à restituer aux enfants naturels ou nés hors mariage, sur l'adoption, sur la puissance ou protection paternelle, qu'il a publiés sous la Convention, servent de bases à des dispositions corrélatives, adoptées dans le Code civil. D'après son rapport sont rendues les lois relatives aux inscriptions hypothécaires. Il présente la loi sur la réforme du Tribunal de Cassation.
Il est aussi rapporteur de diverses parties du code pénal et du code d'instruction criminelle où il défend des opinions proches de celles de Beccaria.
Il est rapporteur de nombreuses parties du code de procédure civile, de la loi sur les expropriations pour cause d'utilité publiques et des lois réformant et instituant les écoles de médecine[réf. nécessaire] et de celle sur les écoles de droit.
Il est fait commandant de la Légion d'honneur le 25 prairial an XII et reçoit le titre de comte de l'Empire le 26 avril 1808.

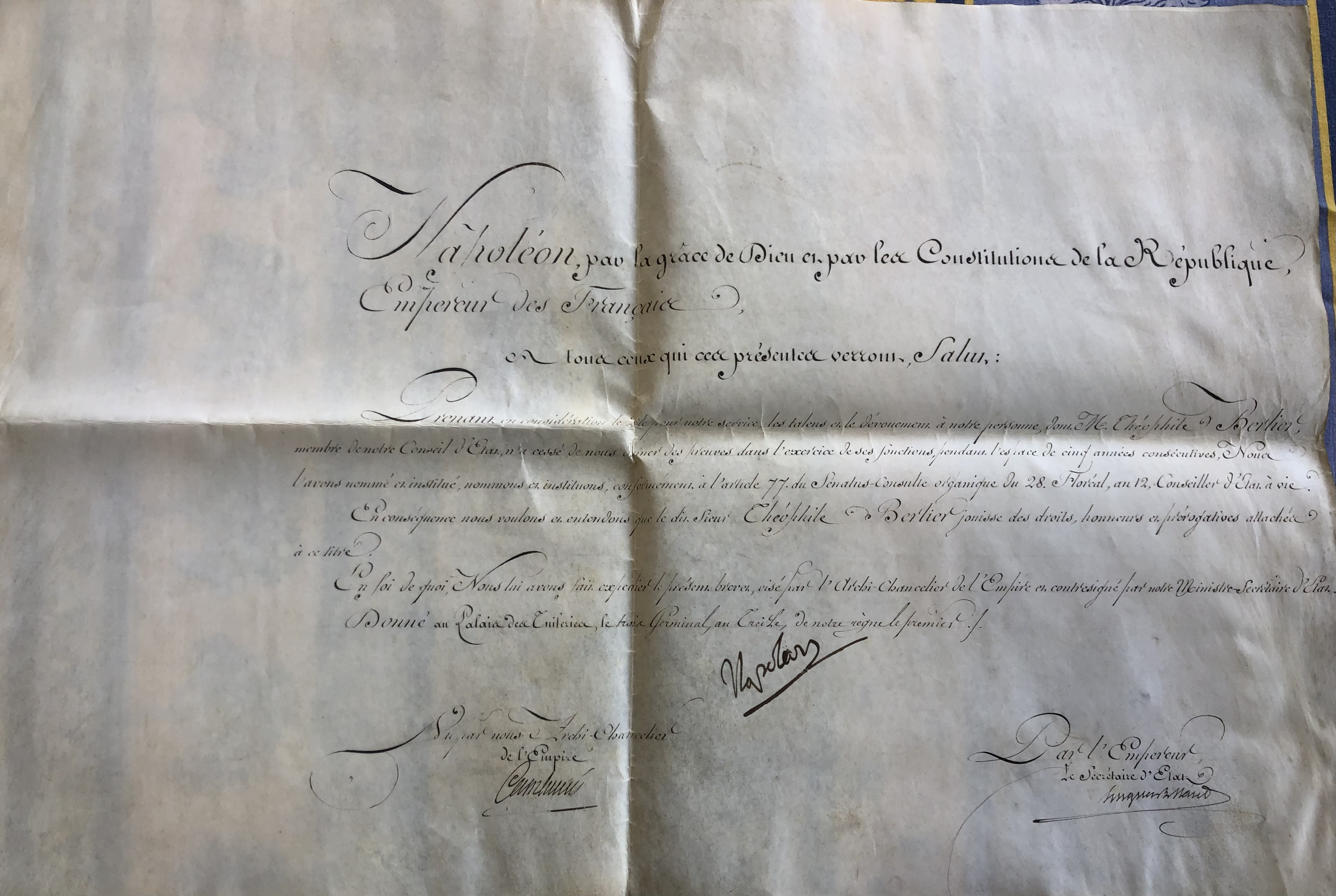
Titre de comte accordé par Napoléon à Berlier

En 1806, il s'acquitte d'une mission en Belgique, relative à des détentions arbitraires exercées contre plusieurs citoyens. 
Bien que proche collaborateur, il s'oppose au nom de ses principes républicains à Bonaparte à plusieurs reprises, sans qu'il ne lui en tienne rigueur : lors de la déportation des jacobins après l'attentat de la rue Saint-Nicaise, de la création de la légion d'honneur, de l'instauration du Consulat à vie, de la création de l'Empire, du retour des émigrés, ou encore de la suppression du jury d'assise. 

### Sous laRestaurationet lamonarchie de Juillet
Il remplit, pendant les Cent-Jours, les fonctions de secrétaire du gouvernement provisoire (1814).
Il quitte ensuite la politique, échappe à la proscription de Juillet 1815 et est atteint comme régicide, par la loi dite d'amnistie de janvier 1816. Il se réfugie à Bruxelles, où il s'occupe de travaux historiques, littéraires et de jurisprudence.
La révolution de Juillet 1830 lui rouvre les portes de la France. Il se fixe alors à Dijon, dont il devint conseiller municipal. L'Institut de France l'admet au nombre de ses correspondants (Académie des sciences morales et politiques). Il participe à la rédaction de nombreux articles du vaste projet de l'Encyclopédie Moderne de Courtin.
Il vit ainsi dans une sorte de retraite, quand les auteurs de la Biographie des hommes du jour, ayant à écrire en 1838, une notice sur Berlier, ont l'idée originale d'obtenir de lui-même des éclaircissements sur les « tergiversations » liées à son parcours et ses opinions. Berlier ne fait point de difficulté de leur répondre.

Sur la première question : Quels ont été les motifs de votre opinion dans le jugement de Louis XVI ? il s'explique en ces termes: 

« Quelle était la peine à infliger ? Ici j'avoue que celle de mort répugnait beaucoup à mon caractère et que le bannissement immédiat s'était d'abord offert à ma pensée, car quelque coupable que l'accusé fût a mes yeux, je sentais que les préjugés de son éducation royale, selon le droit divin, pouvaient justifier une atténuation de peine ; mais en considérant l'effervescence publique alors portée à son comble, je restais convaincu, comme je le suis encore aujourd'hui, qu'il eût été impossible de tirer ce grand accusé de prison, et de le conduire sain et sauf jusqu'aux frontières ; j'en jugeais même la simple tentative comme appelant inévitablement des résistances qui compromettraient beaucoup de vies autres que celles du roi, sans que la sienne fût sauvée... »

La deuxième question est plus délicate : Comment le titre de comte peut-il se concilier avec vos antécédents ? Berlier avoue avoir pris en compte dans sa réponse avoir tenu compte de son intérêt personnel, ce qu'il indiquera plus tard dans ses mémoires . Il déclare qu'après avoir été « opposant » à l'institution de la Légion d'honneur, « plus particulièrement encore à l'hérédité et à l'établissement de l'Empire », il ne peut pas faire autrement, sauf à démissionner, que d'accepter le titre de comte attaché à sa nomination comme conseiller d'Etat depuis cinq années : 

« Tout cela s'est arrangé dans le cabinet de l'Empereur, j'ignore par qui ; j'y prenais très peu d'intérêt, et ne fus instruit qu'en recevant mes lettres patentes. Singulière destinée! Je m'étais opposé à l'institution de la Légion d'honneur, et l'institution admise, je fus nommé commandant ; depuis, je m'étais opposé aux institutions héréditaires qui devaient amener la noblesse, et je fus nommé comte... Dira-t-on que je pouvais refuser le titre et renvoyer le brevet ? Sans doute ; mais le pouvais-je sans renoncer en même temps à mes places de conseiller d'Etat et de président du Conseil des prises ? Ces places me donnaient à moi et à ma nombreuse famille une existence honorable et une honnête aisance. Pouvais-je renoncer à ces avantages ? ... Qu'est-ce, d'ailleurs, que le pays eût gagné à ma retraite ? Les choses en auraient-elles été autrement ? ... etc... »

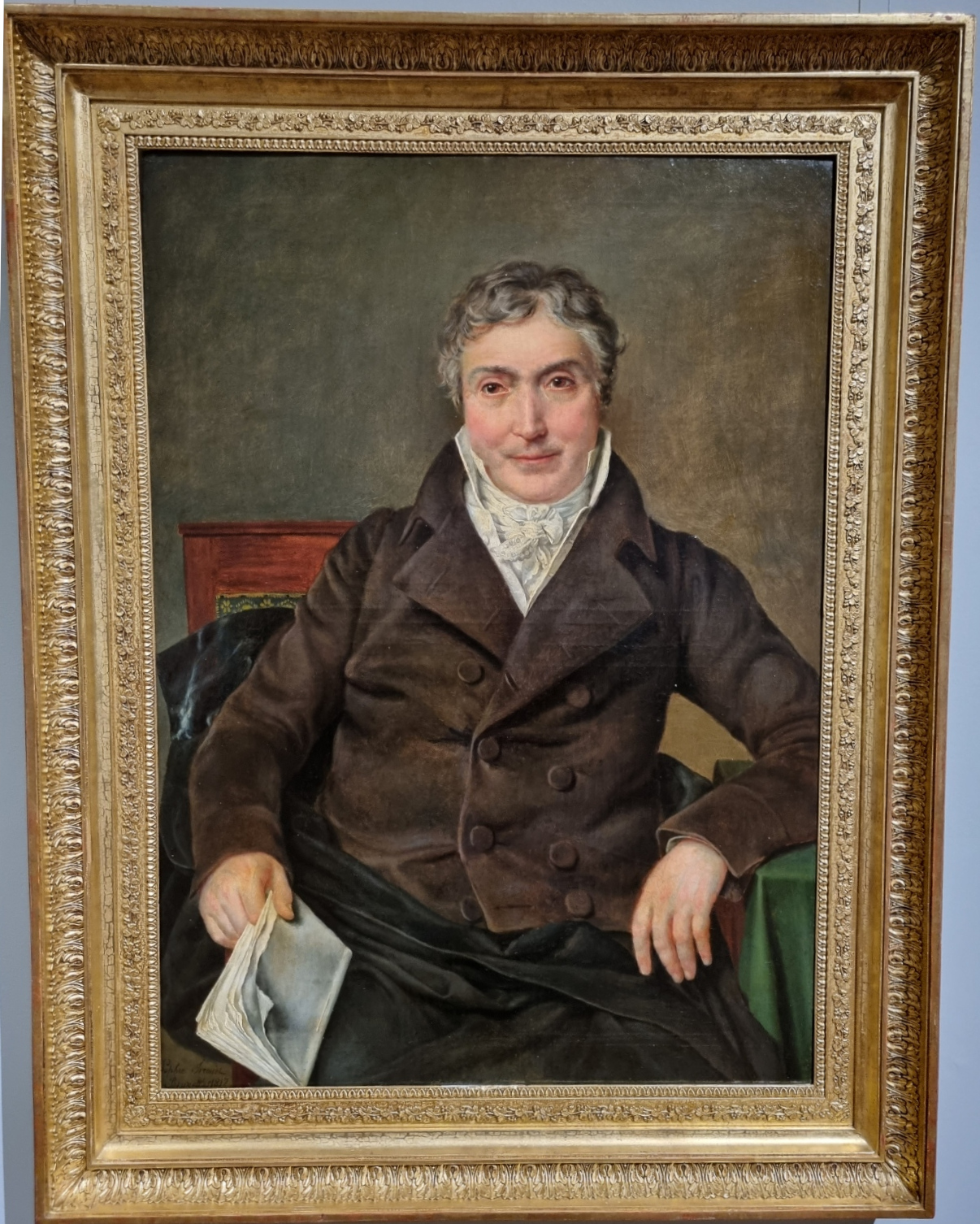
Théophile Berlier par Sophie Rude, musée des Beaux-Arts de Dijon

Théophile Berlier meurt le 12 septembre 1844, à Dijon à son domicile 31, rue de l'école de Droit.

### Code civil
Berlier fait partie des rédacteurs "secondaires" du Code civil aux côtés des rédacteurs nommés par Bonaparte que sont Tronchet, Portalis, Bigot de Préameneu et Maleville, c'est-à-dire de ceux qui participèrent aux travaux préparatoires et d'examen au sein du Conseil d'Etat : Boulay de la Meurthe, Thibaudeau, Emmery, Réal, Régnier, et Abrial. Selon André-Jean Arnaud, « son importance dans l’élaboration du code civil est considérable ».
Berlier est le seul des jurisconsultes ayant participé à la rédaction du Code civil à avoir œuvré aussi aux quatre projets de codes sous la Convention nationale et le Directoire. 
Il figure aux côtés de Merlin de Douai et de Treilhard dans le projet de code civil de 1794 de Cambacérès ainsi que dans le deuxième projet de 1795 de Cambacérès, et au troisième projet de Cambacérès de 1796. Enfin, le 30 frimaire an VIII (21 décembre), il présente avec Jacqueminot le quatrième projet de Code civil à la Commission législative des Cinq-cents, au nom de la section de Législation et du Code civil qu’elle avait instituée le 19 brumaire.
Dans le projet qui allait devenir le Code civil de 1804, il présente au Corps législatif notamment les chapitres sur  l’adoption, la minorité, la tutelle, l’émancipation, les servitudes, le contrat de mariage, le mandat , le nantissement et celui sur la propriété.
Selon sa notice bibliographique au Conseil d'Etat, "son rôle fut considérable à la section de la Législation (...). Ses interventions furent importantes sur le Code pénal, sur le droit de propriété, sur la réforme judiciaire". L'historien André-Jean Arnaud le présente comme l'un des "grands juristes de la Révolution" et la doctrine du XIXe siècle le présente comme l'un des pères du code Napoléon. Selon le professeur Charles Durand qui a consacré une étude sur le Conseil d'Etat napoléonien, il fait partie, aux côtés de Portalis, Treilhard, Merlin de Douai et Regnaud de cette "élite rare de légistes et d'administrateurs".
Berlier sera le seul des rédacteurs du Code civil à rester jusqu'à la fin de l'Empire au Conseil d'Etat pour s'assurer de la bonne interprétation par les tribunaux des intentions des rédacteurs du Code. 

### Armes
| Figure | Blasonnement |
|        | Parti : au 1, de sable, au bélier d'argent ; au 2, d'argent, à un mât de pourpre ; franc-quartier de comte conseiller d'Etat. |

## Postérité

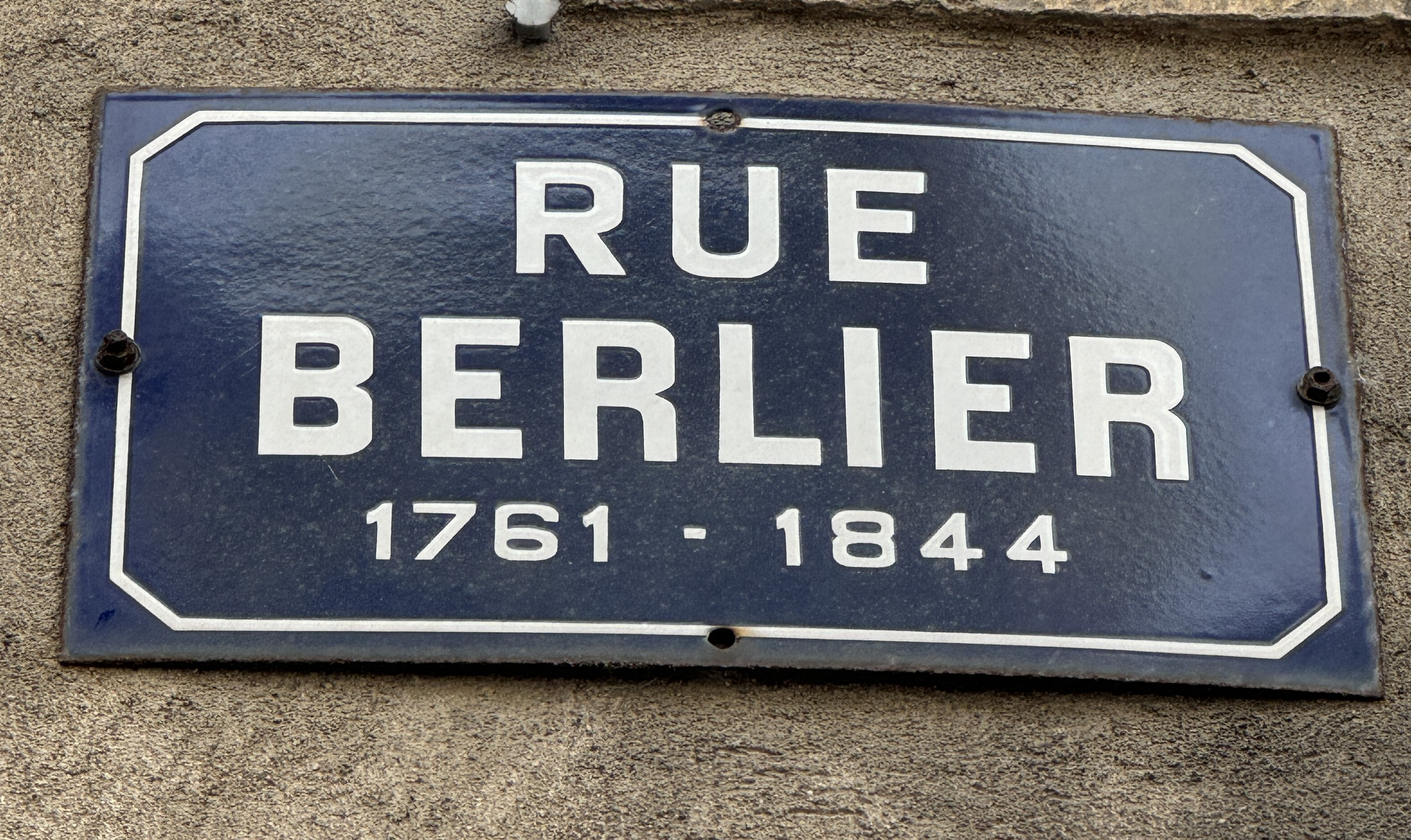
Rue Théophile Berlier à Dijon

- Une rue Berlier à Dijon

## Publication
- Opinion du citoyen Théophile Berlier, député du département de la Côte-d'Or, sur la question de savoir si Louis XVI peut et doit être mis en jugement[42]
- Th. Berlier, Exposé sommaire des motifs qui ont déterminé les bases que renferme le projet de code civil, sur l'adoption, titre VII du livre Premier.
- Th. Berlier, De l'adoption, idées offertes à la méditation de ses collègues (1793)
- Th. Berlier, Discours et projet de loi, sur les rapports qui doivent subsister entre les enfans & les auteurs de leurs jours, en remplacement des droits connus sous le titre usurpé de puissance paternelle.
- Th. Berlier, Opinion du citoyen Berlier,... sur les droits à restituer aux enfants nés hors du mariage, jusqu'à présent appelés bâtards
- Th. Berlier, Opinion sur le jury constitutionnaire, prononcée dans la séance du 24 thermidor, l'an III (1795) ;
- Th. Berlier, Opinion sur la restitution des biens des condamnés (1795)
- Th. Berlier Opinion sur le projet relatif aux délits de la presse, en ce qui concerne les citoyens compris dans l'article 143 de la Constitution, séance du 29 pluviôse an V (1797)
- Th. Berlier, Précis historique de l’ancienne Gaule ou recherches sur l’état des Gaules avant la conquête de César, Bruxelles, imp. Hayez, 1822
- Th. Berlier, Jules César, Guerre des Gaules, traduites des mémoires dits commentaires de César, Paris, Parmentier, 1825.
- Th. Berlier, Précis historique de la Gaule sous la domination romaine, Paris, imp. Legrand & Bergougnouxet Dijon, imp. Lagier,  1835.
- Th. Berlier, Précis de la vie politique, adressé à ses enfants et petits-enfants, ou abrégé de sa conduite dans les fonctions qu’il a successivement remplies à la convention nationale, au conseil des cinq-cents (à deux époques diverses), à la Cour de Cassation et au Conseil d’Etat, sous la République, le Consulat et l’Empire, Dijon, impr. Alexandre Douillier, 1838.
- Encyclopédie Moderne ou Dictionnaire des sciences, des lettres et des arts, Paris, 1824, différentes entrées.